# Laurie Thomassin
Laurie Thomassin (Nîmes, 2 luglio 1978) è un'ex nuotatrice francese.

## Carriera
Specializzata nella rana e nelle staffette, ha vinto la medaglia d'oro nella staffetta 4x100m misti ai campionati europei di Madrid 2004.

## Palmarès
- Europei

Madrid 2004: oro nella 4x100m misti.